# Subdivisions du Daghestan

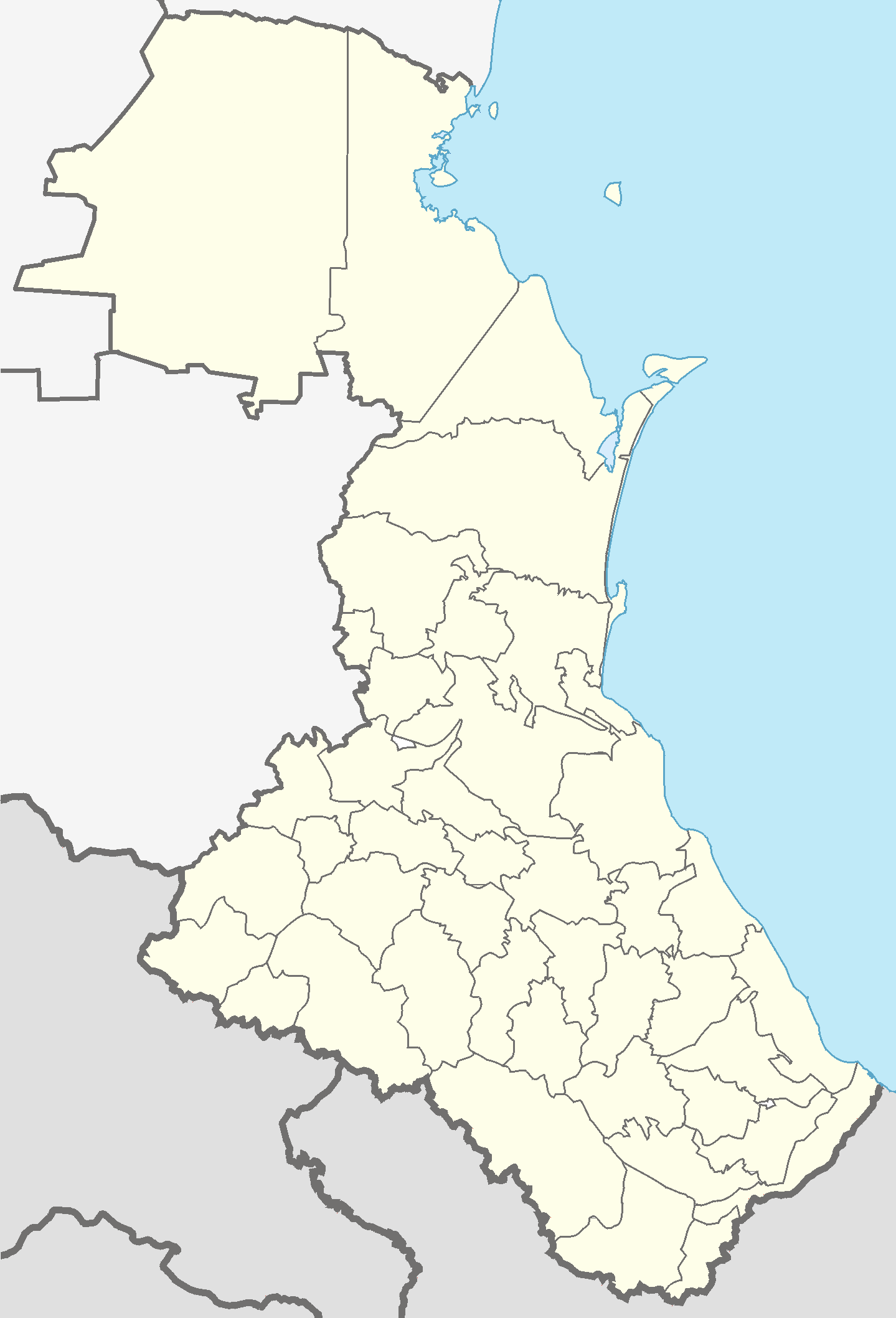
Carte des subdivisions du Daghestan

La République du Daghestan est divisée en quarante-et-un raïons et dix villes (ou okrougs urbains).

## Raïons ou districts
- Raïon des Agoules (chef-lieu: Tpig)
- Raïon d'Akoucha (chef-lieu: Akoucha)
- Raïon d'Akhvakh (chef-lieu: Karata)
- Raïon d'Akhty (chef-lieu: Akhty)
- Raïon de Babayourt (chef-lieu: Babayourt)
- Raïon de Bejta (chef-lieu: Bejta)
- Raïon de Botlikh (chef-lieu: Botlikh)
- Raïon de Bouïnaksk (chef-lieu: Bouïnaksk)
- Raïon de Chamil (chef-lieu: Khebda)
- Raïon de Dakhadaïev (chef-lieu: Ourkarakh)
- Raïon de Derbent (chef-lieu: Derbent)
- Raïon de Dokouzpara (chef-lieu: Oussoukhtchaï)
- Raïon de Goumbet (chef-lieu: Mekhelta)
- Raïon de Gounib (chef-lieu: Gounib)
- Raïon de Guerguébil (chef-lieu: Guerguébil)
- Raïon de Kaïakent (chef-lieu: Novokaïakent)
- Raïon des Kaïtagues (chef-lieu: Madjalis)
- Raïon de Karaboudakhkent (chef-lieu: Karaboudakhkent)
- Raïon de Kazbek (chef-lieu: Dylym)
- Raïon de Khassaviourt (chef-lieu: Khassaviourt)
- Raïon de Khiv (chef-lieu: Khiv)
- Raïon de Khounzakh (chef-lieu: Khounzakh)
- Raïon de Kiziliourt (chef-lieu: Kiziliourt)
- Raïon de Kizliar (chef-lieu: Kizliar)
- Raïon de Kouline (chef-lieu: Vatchi)

- Raïon de Koumtorkala (chef-lieu: Korkmaskala)
- Raïon de Kourakh (chef-lieu: Kourakh)
- Raïon des Laks (chef-lieu: Koumoukh)
- Raïon de Levachi (chef-lieu: Levachi)
- Raïon de Magaramkent (chef-lieu: Magaramkent)
- Raïon des Nogaïs (chef-lieu: Terekli-Mekteb)
- Raïon d'Ountsoukoul (chef-lieu: Ountsoukoul)
- Raïon des Routoules (chef-lieu: Routoul)
- Raïon de Sergokala (chef-lieu: Sergokala)
- Raïon de Souleïman-Stalski (chef-lieu: Kassoumkent)
- Raïon des Tabassaranes (chef-lieu: Khoutchni)
- Raïon de Taroumovka (chef-lieu: Taroumovka)
- Raïon de Tcharoda (chef-lieu: Tsourib)
- Raïon de Tliarata (chef-lieu: Tliarata)
- Raïon de Tsoumada (chef-lieu: Agvali)
- Raïon de Tsounta (chef-lieu: Kidero)

## Okrougs urbains
- Akhty
- Bouïnaksk
- Daguestanskie Ogni
- Derbent
- Ioujno-Soukhokoumsk
- Izberbach
- Kaspiisk
- Khassaviourt
- Kiziliourt
- Kizliar
- Makhatchkala